# Jakob Lauper

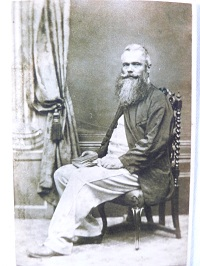
Jakob Lauper

Jakob Lauper, genannt Zagi, (* 5. April 1815 in Giffers, im Schweizer Kanton Freiburg; † 20. Mai 1891 in Napier, Neuseeland) war ein Schweizer Auswanderer nach Neuseeland, wo er als Pionier für die Erschliessung des Westlandes auf der Südinsel gilt.

## Leben
Jakob Lauper war das zweitälteste Kind des Gifferser Landammanns Christoph Lauper und der Anna Maria Zbinden. Sein Vater betrieb einen Kleinbauernhof. Nach der Gemeindeschule in Giffers besuchte Lauper das Jesuitenkollegium St. Michael in Freiburg, aus dem er aber bald ausgeschlossen wurde. Der Grund ist nicht belegt, könnte aber wegen übler Streiche oder Scharmützeln mit den Ordnungskräften der Stadt gewesen sein. Aus dieser Zeit stammt auch sein Übername "Zaaghi" (im Sensler Dialekt für "Versager", "Taugenichts").
1835 zog Jakob Lauper in den Vatikan, wo er bei der Päpstlichen Schweizergarde diente. 15 Monate später verliess er diese. Wo er sich in den folgenden Jahren aufhielt und wie er lebte, ist nicht bekannt. Um das Jahr 1841 tauchte er wieder in seiner Heimatgemeinde auf. 1843 heiratete er seine Cousine Elisabeth und zog auf den Hof ihrer Familie, wo er als Kleinbauer tätig war. Die junge Familie bekam zwei Kinder.
Durch den Sonderbundskrieg von 1847, an dem Lauper wahrscheinlich persönlich teilgenommen hatte, ergaben sich im Kanton Freiburg einschneidende Änderungen. Nun war Tafers Bezirkshauptort vom Senseland, nicht mehr die Stadt Freiburg. Im Zuge der Neuvergabe verschiedener Ämter wurde Lauper nebenamtlich Friedensrichter und wenig später zum Beisitzer im neugeschaffenen Bezirksgericht. Dieses Amt hatte er bis 1858 inne. Gemäss Überlieferung erlitt Lauper in diesem Jahr herbe Verluste bei Spekulationen. Tier- und Pflanzenseuchen verschlimmerten die Situation der Familie Lauper zusätzlich.
Vermutlich um seiner finanziellen Notlage zu entkommen, wanderte Lauper ohne seine Familie aus. Im Mai 1852 verliess er auf dem ehemaligen Holzfrachter John Owen mit mehreren hundert Auswanderern Liverpool. Nach einigen Monaten ging er in Melbourne, Australien, an Land. Hier gab es damals infolge des Goldrausches in der Provinz Victoria schon eine Schweizerkolonie. Wie lange Lauper in Australien blieb und womit er sein tägliches Brot verdiente, ist nicht geklärt. Sicher ist, dass er auf die neuseeländische Südinsel weiterreiste. Ob Meldungen über den 1861 ausgebrochenen Goldrausch in Nelson oder im Süden bei Otago ihn angezogen hatte, bleibt offen.
1862 taucht Laupers Name in den Aufzeichnungen des englischen Schriftstellers Charles Money auf, der ihm im Westland der neuseeländischen Südinsel mehrmals begegnete, einem Gebiet, das weltweit zu den regenreichsten zählt und damals so gut wie unerforscht und gefährlich war. Denn die Bergbäche werden schnell zu reissenden Flüssen. Infolge der verhältnismässig starken Isolation Neuseelands während der Evolution vor der Besiedlung durch die Maori gab es auf der Insel noch praktisch keine Landsäugetiere, die man hätte jagen und verzehren können, und in den Flüssen gab es ausser wenigen Aalen praktisch keine Süsswasserfische. Einige Gletscher schieben sich durch sämtliche Vegetationszonen und reichen bis in die Regenwälder der Küste (siehe auch: Fauna).
Zusammen mit einem Begleiter namens Samuel Johnson unbekannter Herkunft machte sich Lauper auf, den Taramakau-Pass zu überqueren und an die Westküste abzusteigen, um weiter nördlich nach Gold zu suchen. Soweit kamen sie nicht. Drei Wochen später begegnete Money und sein Gefährte den beiden halbverhungerten Abenteurern. In einem mehrtägigen Marsch begleiteten sie die beiden zurück in die Schutzhütte Taylors Station. Dort traf Lauper am 10. Januar 1863 den Regierungsbeamten James Drake mit seiner Vermessungstruppe. Drake nahm ihn als Träger und Vermessungsgehilfe in seine Expeditionstruppe auf. Zwei Monate lange erkundeten sie den Taramakau-Fluss, dessen Mündungsgebiet und die Küste nordwärts bis zum Grey und südwärts bis zum Delta des Hokitika-Flusses. Diese professionell organisierte Expedition erlaubte es Lauper, viele wertvolle Erfahrungen und Beobachtungen zu machen. Die Vorgesetzten von Drake waren bei ihrer Rückkehr nach Christchurch mit den Ergebnissen der Forschungsreise sehr zufrieden.
Die Provinzregierung beauftragte den englischen Vermessungsingenieur John Henry Whitcombe damit, im Quellgebiet des Rakaia-Flusses einen Passübergang ausfindig zu machen, der für die Erschliessung durch eine Eisenbahnlinie geeigneter wäre als im Gebiet des Tamarakau-Flusses. Whitcombe nahm Lauper als ortskundigen und erfahrenen Gehilfen mit auf die Expedition. In seinem Bericht beschrieb Lauper seine Beobachtungen und Begegnungen, insbesondere wie sie beide am 6. Mai 1863 bei der Überquerung der Flussmündung des Taramakau von der Ebbe mitgerissen wurden und Whitcombe dabei ertrank. Sein Bericht erwies sich in der Folge als wichtige Grundlage für die weitere Erschliessung der Westküste Neuseelands.
1864 wurden reiche Goldfunde in der Gegend des Hokitika-Rivers gemeldet. Lauper reiste nochmals ins Westland, diesmal als Vermessungsgehilfe im Trupp von James Rochfort, der für die Regierung die Goldfelder vermass. Diese Arbeit war gut bezahlt, aber anstrengend. Ab 1866 arbeitete Lauper als Magaziner und Botengänger im staatlichen Versorgungsdepot in der boomenden Stadt Hokitika, wo er auch ein Grundstück und ein Haus erwarb.
1868 tauchte Lauper wieder in seinem Freiburger Heimatdorf Giffers auf, wo sich bald auch die Presse für ihn interessierte. 1881 befand sich Lauper wieder in Neuseeland. Er hatte sein Grundstück mit dem Haus in Hokitika verkauft. Nach verschiedenen Jobs an der milderen Nordküste befand sich sein letzter Arbeitsplatz auf dem Leuchtturm in der Nähe von Napier. 1891 starb Lauper während seinem Dienst auf dem Leuchtturm.

## Folgen
In Neuseeland erinnern geographische Bezeichnungen an den Freiburger Abenteurer: der Lauper Peak (früher auch Louper Peak bezeichnet, 2450 m) ist ein Berggipfel im Westland District und der Lauper Stream (früher auch Louper Stream) ein Bergbach, der in den Rakaia-Fluss mündet.